# کوشکی علیا
کوشکی علیا روستایی است از توابع شهرستان بروجرد در استان لرستان. این روستا در دهستان اشترینان در بخش اشترینان این شهرستان قرار دارد. محصولات اصلی کشاورزی این روستا گندم و جو می‌باشد. شغل اصلی مردم این روستا کشاورزی می‌باشد که در کنار آن دامپروری هم دارند. این روستا در شمالی‌ترین نقطه شهرستان بروجرد قرار گرفته و با شهرستان ملایر در استان همدان هم‌مرز می‌باشد؛ متأسفانه این روستا از ابتدایی‌ترین امکانات محروم است.
دسترسی به این روستا از طریق یک جاده آسفالت از انتهای بلوار ارتش درشهرک اندیشه امکان‌پذیر است.

## جمعیت
بنابر سرشماری مرکز آمار ایران، جمعیت کوشکی بالا در سال ۱۳۸۵ برابر با ۴۱۷ نفر بوده‌است که از این میان ۲۰۸ نفر مرد و بقیه زن بوده‌اند. این روستا ۱۰۹ خانوار دارد.
راه ارتباطی این روستا جاده آسفالته است. این روستا ۱۷ کیلومتری شمال بروجرد واقع شده‌است. قدمت حمام آن بالغ بر ۱۰۰ سال است که در حال حاضر بلااستفاده و در حال تخریب می‌باشد.
مهم‌ترین طایفه‌ها در این روستا امیدعلی، میرزایی می‌باشد.